# 奧德蘭齊市鎮
奧德蘭齊市鎮（斯洛維尼亞語： 發音：[ɔˈdɾaːntsi]），是斯洛維尼亞東北部普雷克穆列傳統地區的一個市鎮，行政中心及唯一的聚居地是奧德蘭齊。它成立於1994年，當時它從倫達瓦市鎮分離出來。

## 外部連結
- 官方网站  （斯洛文尼亚文）
- Municipality of Odranci （页面存档备份，存于） at Geopedia